# Kościół św. Ildefonsa w Porto
Kościół św. Ildefonsa w Porto (port: Igreja de Santo Ildefonso) – pochodzący z XVIII kościół w Porto, w Portugalii, położony w pobliżu Praça da Batalha. Ukończony w 1739 roku, kościół został zbudowany w stylu późnobarokowym i posiada bogato zdobioną fasadę płytkami azulejo. Kościół został nazwany na cześć Wizygota, Ildefonsa z Toledo, biskupa Toledo od 657 aż do śmierci w 667.